# عربیکا
عربیکا (به انگلیسی: Arabica Magazine) یک مجله ماهانه آمریکایی با موضوع سبک زندگی و فرهنگ عربی می‌باشد. این مجله از سال ۱۹۹۹ منتشر می‌شود و یکصد هزار تیراژ دارد.